# Danielle Pinnock
Danielle Pinnock (Boston, Massachusetts, 11 de mayo de 1988) es una actriz, escritora y comediante estadounidense. Pinnock es miembro principal del elenco de la serie de CBS Ghosts, donde interpreta a la cantante de jazz Alberta de la era de la Prohibición de la década de 1920.
Desempeñó un papel secundario como la Sra. Ingram en la comedia de CBS El joven Sheldon (2017-2020) y ha actuado en This Is Us, Workaholics, A Black Lady Sketch Show y otros.

## Primeros años y educación
Pinnock nació en Boston, Massachusetts de padres inmigrantes jamaicanos, y desde los 10 años se crio en Teaneck, Nueva Jersey. A partir de quinto grado, actuó en producciones teatrales locales en la escuela y en el Garage Theatre Group. En la escuela secundaria en Saddle River Day School, participó activamente en actividades de artes escénicas. Su padre murió cuando ella tenía 16 años.
Recibió su licenciatura en teatro y comunicaciones de la Universidad del Temple, y allí conoció a su compañera de estudios Quinta Brunson. Recibió su título de posgrado en actuación del Conservatorio Real de Birmingham. Entrevistó a aproximadamente 300 personas para su programa de tesis individual Body/Courage, que centra la imagen corporal y la cultura dietética, y continuó presentando el programa durante un período de cinco años. Más tarde, Pinnock recibió una beca para formarse en improvisación y sketches cómicos en Second City en Chicago.

## Carrera
Pinnock se mudó a Los Ángeles en 2016 y fue elegido como suplente de la obra de Robert O'Hara Barbecue, representada en Geffen Playhouse y dirigida por Colman Domingo. Poco después, fue elegida para su primer papel televisivo en This Is Us de NBC. También apareció en las series Get Shorty, Workaholics, A Black Lady Sketch Show y actuó de voz para los programas The Boss Baby: Back in Business, Where's Waldo? y ThunderCats Roar. Desde 2017, durante las temporadas 1 a 4, Pinnock fue un personaje secundario en El joven Sheldon.
En 2018, creó la serie de Instagram Hashtag Booked para comentar sobre las barreras que encuentran las mujeres negras en la industria del entretenimiento. Ella y la cocreadora LaNisa Renée Frederick recibieron un premio Webby por la serie. Después del inicio de la pandemia de COVID-19 en 2020, Pinnock ganó mayor prominencia por sus videos cómicos publicados en Instagram y TikTok. Fue incluida en la lista de Backstage de 25 artistas en ascenso que necesitas conocer en 2022.
Pinnock es miembro principal del elenco de la comedia Ghosts de CBS de 2021, en la que interpreta a Alberta, una cantante de jazz de la década de 1920. Aunque no tiene entrenamiento vocal formal, comenzó a tomar lecciones después de ser elegida. Salon elogió su actuación como una de las 10 actuaciones destacadas de 2021.
Unmentionables, una serie animada para adultos que cocreó con Punam Patel, está en desarrollo con 20th Century. La serie está producida por Taraji P. Henson y Anthony Hemingway. Pinnock fue sede de la 37.ª edición de los premios Artios.

## Vida personal
Pinnock reside en Los Ángeles. Está casada con el profesor de dialecto británico Jack Wallace, a quien conoció mientras cursaba su programa de posgrado en el Conservatorio Real de Birmingham.

## Filmografía

### Televisión
| Año           | Título                          | Papel                                      | Notas        |
| ------------- | ------------------------------- | ------------------------------------------ | ------------ |
| 2016          | This Is Us                      | Ruth                                       | 1 episodio   |
| 2017          | Workaholics                     | Peluquera                                  | 1 episodio   |
| 2017–2019     | Get Shorty                      | Pamela                                     | Recurrente   |
| 2017–2020     | Young Sheldon                   | Srta. Ingram                               | Recurrente   |
| 2018          | Scandal                         | Krystal                                    | 1 episodio   |
| 2019          | Teachers                        | Yolanda                                    | 1 episodio   |
| 2019          | Dollface                        | Nadine                                     | 1 episodio   |
| 2019–2020     | Where's Waldo?                  | Vendedor de pasteles / Mago Doubloon (voz) | 2 episodios  |
| 2020          | ThunderCats Roar                | Barbastella (voz)                          | 2 episodios  |
| 2020          | The Boss Baby: Back in Business | Pearl (voz)                                | 1 episodio   |
| 2020–2022     | Doug Unplugs                    | Kath (voz)                                 | Recurrente   |
| 2021–presente | Ghosts                          | Alberta                                    | Protagonista |
| 2021          | A Black Lady Sketch Show        | Halle                                      | 1 episodio   |

### Películas
| Año  | Título                | Papel  | Notas  |
| ---- | --------------------- | ------ | ------ |
| 2021 | The Undertaker's Wife | Angela | [ 14 ] |
| 2022 | Tell It Like a Woman  | Debra  | [ 15 ] |
| 2023 | Candy Cane Lane       | Kit    | [ 16 ] |